# تاريخ اليهود في أذربيجان
يعود تاريخ يهود أذربيجان إلى قرون عديدة.  ينقسم اليهود في أذربيجان بشكل أساسي إلى ثلاث مجموعات رئيسية: يهود الجبال (المجموعة الأكبر والأقدم)، واليهود الأشكناز (استقروا في المنطقة في أواخر القرن التاسع عشر وأوائل القرن العشرين، وخلال الحرب العالمية الثانية)، واليهود الجورجيون (الذين استقروا بشكل رئيسي في باكو خلال الجزء الأول من القرن العشرين).

## التوزع
تاريخيًا ينقسم اليهود في أذربيجان إلى مجموعات فرعية مختلفة: يهود الجبال، واليهود الأشكناز، واليهود الجورجيين. كانت أذربيجان في وقت من الأوقات (أو لا تزال) موطنًا لمجتمعات أصغر من الكريمتشاك، واليهود الأكراد، واليهود البخاريين، بالإضافة إلى المتحولين إلى اليهودية، وجماعات أخرى كالسوبوتنيك مثلًا. عاش اليهود آنذاك في مدينة شماخي وما حولها (بشكل رئيسي في قرية موكو)، ولكن لم يتأسس مجتمع يهودي حقيقي حتّى أوائل عشرينيات القرن الماضي. بلغ عدد اليهود المقيمين في أذربيجان في عام 2002 حوالي 10000 شخص، ينتمي 5500 منهم إلى مجموعة يهود الجبال، وينحدر بضعة آلاف من عائلات مختلطة. بلغ عدد السكان اليهود في عام 2010 حوالي 6400. يقيم اليهود بشكل رئيسي في مدن باكو، وكنجه، وسومقاييت، وقوبا، وأوغوز، وغويتشاي والقصبة القرمزية، تعتبر الأخيرة البلدة الوحيدة في العالم التي يشكل فيها يهود الجبال الأغلبية، والبلدة الوحيدة خارج إسرائيل التي يسكنها اليهود فقط.

## التاريخ
أسفرت الحفريات الأثرية التي أجريت في عام 1990 عن اكتشاف بقايا مستوطنة يهودية من القرن السابع بالقرب من باكو، ومعبد يهودي على بعد 25 كيلومترًا إلى الجنوب الشرقي من قوبا. بُني أول بيت اجتماع ديني في باكو عام 1832، وأُعيد تنظيمه ليصبح كنيسًا عام 1896، بُنيَت المزيد من المعابد اليهودية في باكو وضواحيها في أواخر القرن التاسع عشر. افتِتح أول كنيس مع جوقة موسيقية في باكو عام 1910.
أصبحت باكو أحد مراكز الحركة الصهيونية في الإمبراطورية الروسية منذ أواخر القرن التاسع عشر. تأسست أول مجموعة أحباء صهيون فيها في عام 1891، وتبعتها أول منظمة صهيونية في عام 1899. وبقيت الحركة قوية في جمهورية أذربيجان الديمقراطية قصيرة الأمد (1918-1920)، وتميزت بتأسيس الجامعة اليهودية الشعبية في عام 1919، ومجلات دورية مطبوعة باللغات اليديشية، والعبرية، والتاتية اليهودية، والروسية، وعدد من المدارس، والنوادي الاجتماعية، والجمعيات الخيرية، والمنظمات الثقافية.
حُظرَت جميع الأنشطة المتعلقة بالصهيونية بعد اعتماد النظام السوفياتي، بما في ذلك الأنشطة ذات الطبيعة الثقافية، التي تُجرى عادةً باللغة العبرية. في أوائل العشرينات من القرن الماضي، غادرت مئات العائلات اليهودية الجبلية من أذربيجان وداغستان إلى إسرائيل واستقرت في تل أبيب. لم تحدث الهجرة التالية حتى السبعينيات، بعد رفع الحظر عن الهجرة اليهودية إلى إسرائيل. بين عامي 1972 و1978 غادر حوالي 3000 شخص أذربيجان إلى إسرائيل. بلغ تعداد اليهود في أذربيجان ذروته في عام 1970 بعد الحرب العالمية الثانية، إذ أقام في أذربيجان وفقًا للإحصاء حوالي 41288 يهودي في ذلك العام.
استقر العديد من المهاجرين اليهود من أذربيجان في تل أبيب وحيفا. توجد مجتمعات كبيرة نسبيًا من اليهود الجبليين المهاجرين من أذربيجان في مدينة نيويورك وتورنتو.
أُسِّس أول معبد يهودي جديد في باكو في 9 مارس 2003، وأصبح أحد أكبر المعابد اليهودية في أوروبا. تعمل مدرسة يهودية في أذربيجان منذ عام 2003. يوجد حاليًا سبعة معابد يهودية في أذربيجان: ثلاثة في باكو، واثنان في قباء، واثنان في أوغوز. شُيِّد بعضها بدعم مالي من الحكومة. في يناير من عام 2020، وافتتحت جمعية يهود الجبال مركزًا مجتمعيًا جديدًا في منتزه سوكولنيكي في موسكو.

## يهود الجبال
طُرحَت نظريات مختلفة حول أصل يهود الجبال، وتاريخ استيطانهم الدقيق في القوقاز. تعتبر النظرية المقبولة عمومًا أن يهود الجبال هاجروا من بلاد فارس أو من الإمبراطورية البيزنطية في أوائل العصور الوسطى، إذ أجبرتهم الفتوحات الإسلامية على الخروج. استقروا في ألبانيا القوقازية، على الضفة اليسرى لنهر كورا وتفاعلوا مع القفجاق من قبائل الخرز، المستقرّين في الشمال، وبسبب هذه المجتمعات اليهودية المبكر، تحوّل الخرز إلى اليهودية، وأصبحت دين دولتهم.
يُعتقد أن يهود الجبال انتقلوا إلى الشمال في القرون التالية، لإفساح المجال أمام هجرة أتراك الأوغوز الجماعية إلى المنطقة. زاد عددهم بشكل وضح إثر التدفق المستمر لليهود من إيران. في أواخر العصور الوسطى، أسس يهود جيلان مستوطنة لهم في أوغوز. طوال حقبة القرون الوسطى، أقام يهود الجبال روابط ثقافية واقتصادية مع المجتمعات اليهودية الأخرى في البحر الأبيض المتوسط. امتهنوا الزراعة وتجارة القماش بشكل رئيسي حتى اعتماد النظام السوفياتي. مارست بعض العائلات تعدد الزوجات، وفي عام 1730 أصدر حسين علي، حاكم خانة قوبا (المنفصلة حديثًا عن الإمبراطورية الصفوية) مرسومًا يقضي بإمكانية تملّك اليهود في الخانة.
وفقًا للإحصاء السوفياتي في عام 1926، بلغ تعداد يهود الجبل في أذربيجان حوالي 7500 (25 ٪ من إجمالي عدد السكان اليهود في البلاد). لم تكن أعداد يهود الجبال الدقيقة خلال الفترة السوفياتية المتأخرة معروفة، بسبب تصنيف العديد منهم، أو تفضيلهم أن يُحسبوا على أنهم تات، نظرًا لمواقف الحكومة السوفياتية المعادية للسامية. رفض عدد من الباحثين بشدة نظرية الأصول المشتركة للتات ويهود الجبال (المشار إليها سابقًا باسم اليهودية التاتية).
يهيمن يهود الجبال حاليًا على الجالية اليهودية في أذربيجان. يتحدثون لهجة مميزة من اللغة التاتية تسمى التاتية اليهودية. يتحدث أغلبهم أكثر من لغة واحدة، وغالبًا ما تكون اللغة الأذربيجانية أو الروسية لغتهم الثانية و/أو الثالثة.

## اليهود الأشكناز
استقرّت أول مجموعة من اليهود الأشكناز في باكو عام 1811، ولكن لم تبدأ هجرتهم الجماعية إلى ما يعرف الآن بأذربيجان حتى سبعينيات القرن التاسع عشر. تجاوزت أعداد اليهود الأشكناز أعداد يهود الجبال المقيمين في أذربيجان في عام 1910، لأنّهم هاجروا بشكل مستمر وثابت، واستقروا في الغالب في مدينة باكو المزدهرة الغنية بالنفط. أسست عائلة روتشيلد ذات الأصل الألماني اليهودي شركة كاسبيان بلاك سي في باكو، كانت الأخيرة إحدى شركات النفط الرائدة في الإمبراطورية الروسية. استمر اليهود الأشكناز في الهجرة إلى أذربيجان حتى أواخر الأربعينيات، أُجلي بعضهم أساسًا خلال الحرب العالمية الثانية من روسيا، وأوكرانيا، وبيلاروسيا، واختاروا البقاء في بلد لجوئهم.
كان اليهود الأشكناز في أذربيجان نشطين سياسيًّا. شغل الدكتور يفسي جيندس (من مواليد كييف) منصب وزير الصحة في جمهورية أذربيجان الديمقراطية (1918-1920). بلغ عدد اليهود الأشكناز في اللجنة الثورية ستة مفوّضين من أصل 26 مفوّض في مدينة باكو. كان ثلث المحامين، والأطباء المسجّلين في باكو في عام 1912 من اليهود الأشكناز.
أثّرت حركة الهجرة اليهودية التالية إلى إسرائيل في عام 1972 بشكل كبير على أعداد اليهود الأشكناز في أذربيجان، إذ هاجر قسم كبير منهم وانخفضت أعدادهم، وبالنتيجة شكّل يهود الجبال أكبر مجموعة يهودية في أذربيجان بحلول منتصف التسعينيات. يعيش اليوم حوالي 500 يهودي أشكنازي في أذربيجان.
على غرار العديد من المجتمعات المهاجرة في الحقبة القيصرية والسوفياتية إلى أذربيجان، يبدو أن اليهود الأشكناز قد خضعوا لسياسة الترويس لغويًّا. إذ تتحدث غالبية اليهود الأشكناز اللغة الروسية كلغة أولى، والأذربيجانية كلغة ثانية. عدد المتحدثين باللغة اليديشية غير معروف.